# Josef Baumann (E-Sportler)
Josef „faveN“ Baumann (* 8. Februar 2000) ist ein deutscher E-Sportler in der Disziplin Counter-Strike: Global Offensive.

## Karriere
Baumann startete seine professionelle Karriere im Jahr 2017 beim Team DIVIZON. Der größte Erfolg des Jahres 2017 war ein zweiter Platz in der sechsten Saison der 99-Damage Liga. Im September wechselte er zum Team EURONICS Gaming. Zunächst erfüllt er die Rolle des Ersatzspielers. Im Januar 2018 wurde er schließlich in die aktive Aufstellung mit aufgenommen. Baumann konnte sich im April mit seinem Team den Sieg in der deutschen ESL-Meisterschaft Frühling 2018 sichern. Zudem folgte ein Sieg in der achten Saison der 99-DMG Liga, ein zweiter Platz in der neunten Saison der 99-DMG Liga und ein zweiter Platz in der ESL Meisterschaft: Sommer 2018.
Im September 2018 folgte der Wechsel zum Team Sprout, gegen welches er zuvor noch in der ESL-Meisterschaft im Finale verloren hatte. Die Winterausgabe der ESL-Meisterschaft im gleichen Jahr beendete er auf dem 3.–4. Platz. 2019 erzielte man bei der United Masters League Season 1 den 4. Platz. Die Frühlingsausgabe der ESL-Meisterschaft 2019 beendete Baumann auf dem 2. Platz. Zweite Plätze folgten ebenfalls im Charleroi Esports 2019 und in den Copenhagen Games 2019. der Sommerausgabe der ESL Meisterschaft 2019, dem Games Clash Masters 2019 und der DreamHack Open Atlanta 2019. Das Jahr konnte Baumann mit seinem zweiten Titel in der ESL-Meisterschaft, der Winterausgabe, beenden.
2020 begann für Baumann mit dem 2. Platz in der United Masters League Season 2 und mit seinem dritten Sieg in der ESL-Meisterschaft gegen Berlin International Gaming. Durch den Sieg in der Meisterschaft konnte er an der hochdotierten ESL One: Cologne 2020 Online - Europe teilnehmen, in welcher er in die Playoffs-Phase einziehen konnte. Nach einer Niederlage gegen Team Vitality schied man auf dem 5.–8. Platz aus.
2021 konnte Baumann das nationale Turnier UNITED Pro Series Winter 2020 und das Finale der ESL Meisterschaft: Autumn 2020 für sich entscheiden. Außerdem gewann er die ESL Meisterschaft: Spring 2021, die ESL Meisterschaft: Autumn 2021 und die UNITED Pro Series Summer 2021. Neben den nationalen Erfolgen nahm er an der Intel Extreme Masters XVI - Summer teil, welche allerdings ohne Sieg auf dem 13.–16. Platz beendet wurde. Das Jahr beendete er mit einem Sieg in der ESEA Season 39: Premier Division - Europe.
Am 27. Dezember 2021 wechselte er für eine deutsche Rekordablösesumme zum Konkurrenten und international stärksten deutschen Team Berlin International Gaming. 2022 siegte er im Roobet Cup. Überdies erzielte er den zweiten Rang bei der Elisa Masters Espoo 2022, den dritten Rang im Funspark Ulti 2021 und der Pinnacle Cup Championship, sowie den 3.–4. Platz bei der IEM Dallas 2022. Im PGL Major Antwerp 2022 erzielte er den 12.–14. Platz.
2023 verpasste er mit Berlin International Gaming die Qualifikation für das letzte Major-Turnier in Counter-Strike: Global Offensive. Im Juni wurde er bei Berlin International Gaming auf die Bank gesetzt. Anschließend spielte er vereinzelt Turniere für das Academy Team von Berlin International Gaming. Im Dezember wechselte er zu Bleed Esports. Im Juli 2024 wurde er bei Bleed auf die Bank gesetzt und von Nemanja Isaković ersetzt. Im September verließ er das Team. Nachdem er ab Dezember 2024 einige Turniere für 9INE bestritten hatte, wechselte er im Januar 2025 endgültig zu 9INE.

## Erfolge
| Jahr | Platz   | Turnier                          | Team                        | Persönliches Preisgeld |
| ---- | ------- | -------------------------------- | --------------------------- | ---------------------- |
| 2019 | 2.      | Charleroi Esports 2019           | Sprout                      | 04.000 €               |
| 2019 | 2.      | Copenhagen Games 2019            | Sprout                      | 026.000 DDK            |
| 2019 | 2.      | Games Clash Masters 2019         | Sprout                      | 04.000 $               |
| 2019 | 2.      | DreamHack Open Atlanta 2019      | Sprout                      | 04.000 $               |
| 2022 | 3.      | Funspark Ulti 2021               | Berlin International Gaming | 03.000 $               |
| 2022 | 3. – 4. | IEM Dallas 2022                  | Berlin International Gaming | 04.000 $               |
| 2022 | 3.      | Pinnacle Cup Championship        | Berlin International Gaming | 07.000 $               |
| 2022 | 1.      | Roobet Cup                       | Berlin International Gaming | 025.000 $              |
| 2022 | 2.      | Elisa Masters Espoo 2022         | Berlin International Gaming | 05.600 $               |
| 2024 | 3. – 4. | MESA Nomadic Masters Spring 2024 | BLEED Esports               | 05.000 $               |